# 眼部过敏
眼部过敏是一种接触过敏原引起的复发性炎性疾病。过敏原刺激眼睛，引发过敏。临床表现为眼痒、眼红、结膜水肿、眼睑水肿、异物感、流泪、分泌物增加等。医学上又称变态反映性结角膜炎，主要可分为季节性过敏性结膜炎（SAC）、常年性过敏性结膜炎、春季角膜结膜炎（VKC）、特异性角膜结膜炎（AKC）、巨大乳头性结角膜炎（GPC）、特应性结角膜炎（AKC）。据资料统计，大约有50%的人一生中至少出现过一次过敏。这些人群中，又有1/3的人出现过眼部过敏，尤其在青少年时期发病率更高。

## 预防
避免过敏原是治疗眼部过敏的最佳方法。尝试着找出过敏原并避免接触过敏原，症状将明显好转。
- 家中和工作场所避免使用厚重窗帘、脚垫和地毯。 选择合成纤织物。
- 保持室内良好通风（外面风大时除外）。
- 保持被褥卫生。
- 如果发生过敏症状，减少待在电脑前的时间。
- 佩戴太阳镜可以保护眼睛，太阳镜可以阻挡过敏原。
- 避免直接迎风。
- 避免香烟的烟雾。
- 经常洗脸，清除过敏原。
- 夜晚入睡前洗头。 头发中的花粉可污染枕头，使人整夜接触过敏原。
- 户外活动时，温度、高度和人口密度均会影响过敏原浓度。
- 如果佩戴隐形眼镜，请携带润湿眼药水，以便冲刷出过敏原。 每天结束后，认真洗手，取下并冲洗隐形眼镜。[2]

## 常见过敏原
蛋白类过敏原可分为室内/动物、室外、植物/食物或注射性过敏原几大类。
- 室内/动物：尘蟎、动物皮毛、蟑螂、霉菌
- 室外：草地、树木和杂草花粉、霉菌孢子
- 植物/食物：水果、蔬菜、坚果、奶类、蛋类、贝类、鱼类
- 注射类：蛇毒、某些治疗用蛋白

与皮肤接触的物质也常引起眼睑过敏反应，与接触性皮炎相同。眼睑过敏经常引起眼周皮肤皮疹或肿胀和炎症。 这类过敏原包括防腐剂、金属、指甲油和化妆品、药物和眼药水。 

过敏敏感度可能会随空气污染物的增加而增加。

## 治疗
治疗眼部过敏的首要步骤是避免接触过敏原。 非药物性治疗包括人工眼泪、清洗过敏原的眼睑清洁剂以及冷敷以减轻肿胀和充血。
若无法避免过敏原，医生常处方双效制剂、抗组胺药和糖皮质激素以控制症状。盐酸奥洛他定（帕坦洛）是双效药物，具有选择性和持续的组胺H1受体拮抗剂和肥大细胞稳定的作用，用于治疗眼部过敏（过敏性结膜炎）。